# Polyrhachis philippinensis
Polyrhachis philippinensis är en myrart som beskrevs av Smith 1858. Polyrhachis philippinensis ingår i släktet Polyrhachis och familjen myror. Inga underarter finns listade i Catalogue of Life.